# Things to Come
Things to Come is een Britse sciencefictionfilm uit 1936 onder regie van William Cameron Menzies. De film is gebaseerd op de roman The Shape of Things to Come (1933) van de Britse auteur H.G. Wells.

## Verhaal
In 1940 breekt een wereldoorlog uit, die zo lang duurt dat de overlevenden na verloop van tijd niet meer weten hoe de oorlog precies begonnen was. Er is geen geordende maatschappij meer. De mensen leven in kleine gemeenschappen. Op zekere dag krijgt een van die gemeenschappen bezoek van een piloot. Hij reist de wereld af om de mensheid opnieuw te beschaven.

## Rolverdeling
| Acteur            | Personage                              |
| ----------------- | -------------------------------------- |
| Raymond Massey    | John Cabal en Oswald Cabal             |
| Edward Chapman    | Pippa Passworthy en Raymond Passworthy |
| Ralph Richardson  | Boss                                   |
| Margaretta Scott  | Roxana en Rowena                       |
| Cedric Hardwicke  | Theotocopulos                          |
| Maurice Braddell  | Dr. Harding                            |
| Sophie Stewart    | Mrs. Cabal                             |
| Derrick De Marney | Richard Gordon                         |
| Ann Todd          | Mary Gordon                            |